# ثيوبالد بوهم
ثيوبالد بوهم (بالألمانية: Theobald Böhm)‏ (و. 1794 – 1881 م) هو مخترع، وملحن، وflautist، وmusical instrument maker من ألمانيا . ولد في ميونخ.
توفي في ميونخ.

## أعمال بارزة
من أهم أعماله:
- Boehm System.

## روابط خارجية
- ثيوبالد بوهم على موقع الموسوعة البريطانية (الإنجليزية)
- ثيوبالد بوهم على موقع ميوزك برينز (الإنجليزية)
- ثيوبالد بوهم على موقع ديسكوغز (الإنجليزية)